# Evangelische Schule Köpenick
Die Evangelische Schule Köpenick (Gymnasium) (ESK) ist ein konfessionell getragenes Gymnasium in Berlin-Wendenschloss im Ortsteil Köpenick im Südosten Berlins. Träger der Schule ist die Schulstiftung der Evangelischen Kirche Berlin-Brandenburg-Schlesische Oberlausitz (EKBO). Die musisch-künstlerisch geprägte Schule wurde 2005 aus einer Elterninitiative heraus gegründet.

## Geschichte
Das erste Jahr nach ihrer Gründung nutzte die Schule einen Gebäudeteil in der Köpenzeile in Wendenschloss neben der dortigen Montessorischule. 2006 zog die Schule in das Gebäude in der Grünen Trift um, das vorher von der Linus-Pauling-Oberschule genutzt worden war. Diese fusionierte mit der Nelly-Sachs-Oberschule zur Emmy-Noether-Oberschule (jetzt Emmy-Noether-Gymnasium) und zog an deren Standort (Pablo-Neruda-Straße 6/7). So konnte die Evangelische Schule in das nun leerstehende Gebäude umziehen.
Die Schule trat 2011 dem Netzwerk Schule ohne Rassismus – Schule mit Courage bei. Wiederkehrend seit dem Jahr 2013 erhält die Bildungseinrichtung alle zwei Jahre den vom Berliner Verein Entwicklungspolitisches Bildungs- und Informationszentrum vergebenen Titel Faire Schule. Seit 2017 ist sie des Weiteren regelmäßig mit dem Titel „Umweltschule“ ausgezeichnet worden.

## Gebäude
Der Gebäudekomplex an der Grünen Trift entspricht gemäß dem DDR-Typenschulbau der frühesten Baukategorie Schulverbundbau und entstand dementsprechend zwischen 1953 und 1963. Das Hauptgebäude besteht aus drei Stockwerken und einem Kellergeschoss. Durch den eingeschossigen nördlichen Seitentrakt, in welchem die Fachräume für Kunst untergebracht sind, gelangt man zur Turnhalle. Unter der Turnhalle befinden sich die Mensa und eine Cafeteria, die im Gegensatz zur Turnhalle aber nur über den Hof erreichbar sind. Der südliche eingeschossige Trakt enthält eine kleine Bibliothek und ein Computerkabinett. Er verbindet das Hauptgebäude mit einem zweigeschossigen Anbau, in dem ein großer Rechnerraum sowie die Fachräume für Musik und darstellendes Spiel untergebracht sind. Die Klassenräume befinden sich vor allem im Erdgeschoss des Hauptgebäudes. Im ersten Obergeschoss ist eine Hälfte des Gebäudes mit Lehrerzimmern und Büroräumen ausgestattet, die andere Hälfte verfügt über weitere Klassenzimmer, die den 5. und 6. Klassen vorbehalten sind, sowie einen Andachtsraum. Das zweite Obergeschoss ist ausschließlich den naturwissenschaftlichen Fachräumen vorbehalten. Bis 2016 gab es darüber hinaus dort auch ein Sprachlabor sowie einen Hörsaal. In Zusammenarbeit mit einem Team von Architekten haben Schüler und Schülerinnen der Schule die Flure eigenständig gestaltet. Es entstanden verschiedene Sitzmöbel, die Kommunikationssituationen erschaffen und so den Schulcharakter des sozialen Lernens unterstreichen.
Die Nutzung des Gebäudes und des Schulgeländes ist durch einen Erbbaurechtsvertrag geregelt. Bislang gab es noch keine Einigung mit dem Bezirk Treptow-Köpenick über mögliche bauliche Erweiterungen des Bestandsbaus. Zum Schuljahr 2012/2013 wurden daher auf dem nördlichen Teil des Pausenhofs Container aufgestellt, die vier Unterrichtsräume enthalten. 2014 folgten vor dem Schulgebäude weitere Container mit sechs zusätzlichen Räumen.

## Schulgelände
Der Pausenhof der Schule liegt hinter dem Schulgebäude und ist unterteilt in Hof I und Hof II (teilweise auch Nordhof, von Schülern meist Hinterhof genannt). In den ersten Jahren war Hof II gesperrt, da die Schule nicht über genug Aufsichtspersonal verfügte und der Platz auf Hof I für die noch wachsende Schülerzahl ausreichte. Hof II war entsprechend eher verwildert und wurde erst 2010 mit dem Vorhaben zur Anlage eines Sporthofes, also der Nutzung des Nordhofs für Sportzwecke u. a. mit Tartanbahn, hergerichtet. 2021 konnte der neu gestaltete Hof II mit einem von der SV organisierten Hoffest eingeweiht werden: Die Sportanlagen – ein Beachvolleyball- und ein Fußballfeld – wurden ausgebaut, eine Laufbahn und weitere Sportanlagen (u. a. eine Kugelstoßanlage und ein Boulefeld) sind neu entstanden. Aufgewertet wurde der Hof außerdem durch verschiedene Sitzgelegenheiten und ein Amphitheater, das Unterricht im Freien erlaubt. Die Umgestaltung von Hof II wurde durch die Meyer-Struckmann-Stiftung, den Evangelischen Kirchenkreis Lichtenberg-Oberspree und den Förderverein finanziert. Auch verschiedene Projekte und Projektwochen, die sich mit der Umgestaltung des Schulhofs befassten, führten zu kreativen Ergebnissen, die in kleinen Schritten umgesetzt wurden; so entstanden zum Beispiel ein Teich und ein Schulgarten mit Beeten für kleinteilige Bepflanzung vor allem zu Lehrzwecken und die Gestaltung verschiedener Sitzgelegenheiten zum Unterricht im Freien auf Hof I.
Vor dem Schulgebäude befinden sich ein großer Fahrradstellplatz und eine Auffahrt, die durch ein großes Wiesenstück und Bäume eingerahmt ist. Auch dieser Hofteil erhielt bei den Hofaktionen eine ansehnlichere Gestalt.
Ein Kuriosum auf dem Schulgelände stellte ein ausgemusterter BVG-Doppeldeckerbus vom Typ MAN ND 202 dar, der zwischen 2010 und 2014 auf Hof I stand und Schülern der Oberstufe die Möglichkeit bieten sollte, einen Rückzugsort vor jüngeren Schülern zu haben. Nach vier Jahren und der zwischenzeitlichen Öffnung auch für Schüler der 10. Klassen wurde der Bus jedoch von innen zunehmend demoliert und während der Weihnachtsferien 2013/2014, vermutlich über Silvester, auch von außen mit Graffiti, Feuerwerkskörpern und Steinwürfen beschädigt. Im Laufe des Jahres 2014 wurde der Bus als Totalschaden eingestuft und in der Folge vom Schulgelände entfernt.

## Organisation
Ab der 5. Klasse können sich interessierte Schüler mit Hilfe ihrer Eltern an der Evangelischen Schule Köpenick bewerben, bis zu 60 Schüler pro Jahr werden angenommen. Zur 7. Klasse kommen dann noch einmal höchstens 30 Schüler hinzu, die Klassen werden neu gemischt. Als Fremdsprachen werden ab der 5. Klasse Englisch, ab der 7. Französisch und Spanisch angeboten. Zusätzlich kann ab der 8. Klasse noch Latein gewählt werden. Zur Vertiefung der Sprachkenntnisse und zum Kennenlernen anderer Kulturen finden in der 9. Klasse einwöchige Schüleraustausche mit Partnerschulen in Cannes, Pamplona und Ecuador statt.
Auch zur Gymnasialen Oberstufe kommen jedes Jahr verhältnismäßig viele neue Schüler an die ESK.
Erziehungsberechtigte müssen für ihre Kinder an der Schule ein nach Einkommen gestaffeltes Schulgeld entrichten.
Die Schule ist eine von nur zwei nicht-staatlichen Gymnasien im Bezirk Treptow-Köpenick.

## Sport

### Basketball
Das Basketballteam der ESK, die ESK Baskets, existiert seit dem Schuljahr 2017/2018. Es nahm in seiner ersten Saison an der ALBA-Oberschulliga teil und gewann das 3. Masters Turnier.

### Schwimmen, Triathlon und Laufwettkämpfe
Seit 2024 nimmt eine Schülerauswahl der ESK regelmäßig an Schwimm- und Triathlonwettkämpfen teil, darunter Veranstaltungen wie Jugend trainiert für Olympia. Auch bei Laufwettbewerben wie dem Berlin Mini-Marathon ist die Schule vertreten. Dabei werden regelmäßig Podiumsplatzierungen erzielt.

## Persönlichkeiten
- Ingrid Haack-Seelemann, baute die Schule seit der Gründung 2005 auf und leitete sie bis 2017[12]
- Hans-Georg Müller, Deutsch- und Geschichtslehrer seit 2008